# DuPont (Washington)
DuPont je grad u američkoj saveznoj državi Washington. Prema popisu stanovništva iz 2010. u njemu je živjelo 8.199 stanovnika.